# Тауматафакатангихангакоауауотаматеатурипукакапикимаунгахоронукупокаиуенуакитанатаху
Тауматафакатангихангакоауауотаматеатурипукакапикимаунгахоронукупокаиуенуакитанатаху (на маорски: Taumatawhakatangihangakoauauotamateaturipukakapikimaungahoronukupokaiwhenuakitanatahu) е невисоко възвишение с 300 m надморска височина, намиращо се в Нова Зеландия. За удобство във всекидневното общуване това название често се съкращава от местните жители до Таумата.
Приблизителният превод на този топоним е:
| „ | На върха на хълма, където Таматеа, мъжът с големите колена, който се подхлъзна, известен като Ядящия земя и Гълтащия планини, се изкачи, за да свири на флейта на своята възлюбена. | “ |

Този топоним има 83 букви (в българската му транскрипция) и се смята за най-дългия в света.
Има няколко версии на произношението на това наименование. Например в Книгата на Гинес е записана версия на топонима, състояща се от 92 букви (на английски език).
По-дългата версия е по-формална от настоящата по-кратка. Въпреки това местните жители потвърждават, че по-дългото наименование винаги се е използвало от местните маори.
Жителите на населеното място с едно от най-дългите имена в света, което се намира в Уелс, потвърждават, че този топоним е измислен специално, за да имат най-дългото название на населено място във Великобритания.